# 세바스티안 코르도바
프란시스코 세바스티안 코르도바 레예스(스페인어: Francisco Sebastián Córdova Reyes, 1997년 6월 12일 ~ )는 멕시코의 축구 선수로 현재 리가 MX의 티그레스 UANL에서 활동하고 있다.